# Harold Laski
Pour les articles homonymes, voir Laski.
Harold Joseph Laski (Manchester, 30 juin 1893 – Londres, 24 mars 1950) est un théoricien politique anglais qui fut président du Parti travailliste britannique de 1945 à 1946 et l'un des professeurs les plus célèbres de la London School of Economics, où il enseigna de 1926 à sa mort. Il fut l'un des intellectuels les plus influents de son parti, notamment pour ses membres qui ont pu partager ses espérances en Staline. Il fut néanmoins désavoué par les chefs politiques de son parti dont Clement Attlee et n'eut pas de position au sein d'un gouvernement travailliste. Sa pensée révéla une tension entre libéralisme et socialisme et le rendit pessimiste pour le futur de la démocratie.

## Formation et carrière universitaire
Laski a été formé au New College à Oxford.
En 1926 il succéda à Graham Wallas à la chaire de science politique de la London School of Economics (LSE). Il y restera jusqu'à sa mort en 1950.
Ses exposés brillants en font vite un des professeurs favoris des étudiants, et des plus renommés de la LSE.
Il eut une grande influence notamment sur la politique et la formation de l'Inde puisqu'il exerça sur ses étudiants indiens lots de l'Empire britannique.
Selon John Kenneth Galbraith, « au centre de la pensée de Nehru se trouvaient les idées de Laski ». En 1950, après la mort de Laski, le même Nehru dira : « Il est difficile d'accepter que le Professeur Laski ne soit plus. Les amoureux de la liberté du monde entier reconnaissent le caractère grandiose de son œuvre. Nous, Indiens, lui sommes particulièrement reconnaissants pour sa défense ardente de la liberté de l'Inde, et le rôle important qu'il a joué dans la réalisation de celle-ci. À aucun moment il ne fit de compromis sur les principes qui lui étaient chers, et un grand nombre de personnes ont trouvé en lui la source d'une inspiration féconde. Ceux qui le connaissaient personnellement tenaient cela pour un grand honneur, et son décès fut une grand tristesse et un grand choc. »
Il fit de nombreuses conférences dans les universités américaines et entretint pendant dix-neuf ans une amitié avec le juge à la Cour suprême américaine Oliver Wendell Holmes Jr. dont la correspondance fut éditée en 1953.
Il fut vivement critiqué par Friedrich Hayek pour ses positions qu'il jugeait antidémocratiques, notamment dans La Route de la servitude. En effet, dans Le travaillisme et la constitution, ou dans Democracy in Crisis, Laski développa l'idée que l'appareil parlementaire classique était incapable de délibérer sur les questions importantes et en particulier sur les questions économiques. Il alla même jusqu'à proposer de modifier les règles classiques de l'opposition parlementaire pour s'assurer que si un gouvernement socialiste prenait le pouvoir, l'opposition ne pourrait pas remettre en cause les transformations de ce dernier en cas de défaite électorale.

## Carrière politique
Il fut de 1922 à 1936 un membre de la commission exécutive de la Fabian Society. En 1936 il rejoignit la commission exécutive du Parti travailliste.
Le personnage d'Ellsworth Toohey dans le livre d'Ayn Rand La Source vive serait inspiré de Laski.

## Œuvres
- Studies in the Problem of Sovereignty, 1917
- Authority in the Modern State, 1919,  (ISBN 1-58477-275-1)
- Political Thought in England from Locke to Bentham', 1920
- Karl Marx, 1921
- A Grammar of Politics, 1925 . Traduit en français : Grammaire de la politique, trad.. Rocher, Paris, 1933, Bibliothèque de l’Institut International de Droit Public, Delagrave
- Communism, 1927
- Liberty in the Modern State, 1930. Traduit en français, La Liberté, trad Dandieu et Kiefé, Paris, 1938, Bibliothèque Parlementaire et Constitutionnelle Contemporaine, ed. Le Seuil
- Democracy in Crisis, 1933
- The State in Theory and Practice, 1935, The Viking Press
- The Rise of Liberalism, 1936
- The American Presidency, 1940
- Reflections On the Revolution of our Time, 1943 Traduit en français Réflexions sur la révolution de notre temps, trad. Davenson, Paris, 1947, éd. éd. du Seuil
- Faith, Reason, and Civilisation, 1944
- The American Democracy, 1948, The Viking Press
- Le gouvernement parlementaire en Angleterre, trad. Cadart et Prélot, préface de Boris. Mirkine-Guetzévitch et Marcel Prélot , Paris, 1950, Bibliothèque de la Science Politique, P.U.F. [4]

## Sources
- Œuvres de Harold Laski sur le projet Gutenberg
- Brief biographical sketch from the London School of Economics